# کارلوس کی‌روش
کارلوس مانوئل بریتو لئال کی‌روش (به پرتغالی: Carlos Manuel Brito Leal Queiroz)‏ (تلفظ پرتغالی:[ˈkaɾluʃ kɐjˈɾɔʃ]) (تلفظ: کارلوش کی‌روش؛ زادهٔ ۱ مارس ۱۹۵۳) بازیکن پیشین و سرمربی کنونی فوتبال اهل پرتغال است. او هم اکنون هدایت تیم ملی فوتبال عمان را بر عهده دارد.
او دستیار راست الکس فرگوسن بود و با او به قهرمانی در لیگ قهرمانان اروپا ۰۸–۲۰۰۷، جام باشگاه‌های جهان ۲۰۰۸، پریمر لیگ انگلستان در فصل‌های (۰۳–۲۰۰۲، ۰۷–۲۰۰۶، ۰۸–۲۰۰۷) جام حذفی فوتبال انگلستان در فصل (۰۴–۲۰۰۳) و جام اتحادیه باشگاه‌های انگلستان در فصل‌های (۰۶–۲۰۰۵، ۰۹–۲۰۰۸ و ۱۰–۲۰۰۹) دست یافت. او همچنین مدتی مربی‌گری باشگاه رئال مادرید را هم در کارنامه خود داشت، در زمینه مربی‌گری ملی نیز مربی امارات متحده عربی، آفریقای جنوبی، پرتغال، ایران، کلمبیا و مصر بوده است.
کی‌روش در دو دوره دستیار آلکس فرگوسن در منچستر یونایتد، و دو دوره سرمربی تیم ملی پرتغال بوده است و این تیم را در جام جهانی ۲۰۱۰ رهبری کرد که در مرحله یک‌هشتم نهایی برابر اسپانیا شکست خورد.
او همچنین توانست با تیم ملی آفریقای جنوبی به جام جهانی فوتبال ۲۰۰۲ و با تیم ملی ایران به جام‌های جهانی فوتبال ۲۰۱۴ و ۲۰۱۸ راه یابد و همچنین با ایران در جام جهانی ۲۰۲۲ حضور داشت.
از دیگر نقطه‌های مهم مربیگری وی می‌توان به سرمربیگری رئال مادرید در فصل (۰۴–۲۰۰۳) لالیگا اشاره کرد که دوران ناموفقی برای وی دانسته می‌شود. او همچنین پیشینهٔ مربیگری در جی‌لیگ (ژاپن) و ام‌ال‌اس (ایالات متحدهٔ آمریکا) و تیم ملی امارات را دارد.

## دوران بازی
کی‌روش در دوران جوانی خود، از ۱۵ تا ۲۱ سالگی، در تیم شهر زادگاهش در نامپولای موزامبیک، باشگاه فروویاریو نامپولا، دروازه‌بان بود. او در سال ۱۹۷۴ با مدرک مهندسی مکانیک از دانشگاه لورنسو مارکس در موزامبیک فارغ‌التحصیل شد و پس از این که موزامبیک از پرتغال اعلام استقلال کرد و انقلاب میخک در پرتغال روی داد، کی‌روش فوتبال خود را رها کرد و به پرتغال کوچ کرد.

## مربیگری

### در پرتغال (۱۹۹۶–۱۹۷۸)

#### سال‌های آغازین
کی‌روش در دانشگاه صنعتی لیسبون تحصیل کرد و با مدرک کارشناسی ارشد تربیت بدنی — گرایش فوتبال فارغ‌التحصیل شد. او مربیگری را از سال ۱۹۷۸ با سرمربیگری تیم دانشگاه محل تحصیل خود که ۲ سال به طول انجامید، آغاز کرد.
در سال ۱۹۸۱ سرمربی تیم زیر ۱۳ سال باشگاه دسته دومی اسپورتینگ لیسبون الیویاس شد و سپس در بلننسیش مربی تیم زیر ۱۵ سال بود. در فصل ۱۹۸۴–۱۹۸۳، دستیار تیم بزرگسالان استوریل پرایا در لیگ برتر فوتبال پرتغال بود.

#### تیم‌های ملی پایه پرتغال
پس از این کی‌روش در سال ۱۹۸۵ با فدراسیون فوتبال پرتغال همکاری خود را آغاز کرد و در فوتبال پایه ملی مشغول به کار شد. ابتدا به مدت دو سال دستیاری تیم ملی زیر ۱۸ سال را بر عهده داشت و سپس همزمان سرمربی تیم‌های زیر ۱۶، زیر ۱۸ و زیر ۲۰ بود. از سال ۱۹۸۸ تا ۱۹۹۱، کی‌روش توانست سه موفقیت بزرگ با تیم‌های پایه پرتغال ۲ بار متوالی قهرمانی جام جهانی فوتبال جوانان با بازیکنان زیر ۲۰ سال در سال‌های ۱۹۸۹ و ۱۹۹۱ و یک قهرمانی جام ملت‌های اروپای نوجوانان با تیم زیر ۱۶ سال در سال ۱۹۸۹ کسب کند. بازیکنانی مانند لوئیس فیگو، روی کاستا و ژائو پینتو از کشف‌ها و دست‌پرورده‌های شاخص کیروش در این دوران بودند. بعداً از کی‌روش به عنوان «معمار نسل طلایی فوتبال پرتغال» یاد شد. قهرمانی‌های کی‌روش باعث شد تا او در سال ۱۹۹۰ نشان لیاقت بین‌المللی را از فدراسیون فوتبال پرتغال و بالاترین درجهٔ افتخار یک ورزشکار را از دولت پرتغال دریافت کند.

#### تیم ملی پرتغال
کی‌روش در سال ۱۹۹۱ به سرمربیگری تیم ملی فوتبال پرتغال انتخاب شد اما نتوانست پرتغال را به جام ملت‌های اروپا ۱۹۹۲ و جام جهانی ۱۹۹۴ برساند و در نهایت در سال ۱۹۹۳ از مربیگری این تیم کناره‌گیری کرد. او ۲۳ بازی روی نیمکت این تیم نشست که حاصل آن ۱۰ برد، ۸ تساوی و ۵ شکست بود. پس از شکست در راه‌یابی به جام جهانی، کی‌روش در تلویزیون گفت «این تیم ملی پرتغال است که باید همه گندکاری‌های فدراسیون را جمع کند»، که به جملهٔ مشهوری در این کشور تبدیل شد.

#### اسپورتینگ
او در دو فصل ۱۹۹۵–۱۹۹۴ و ۱۹۹۶–۱۹۹۵ لیگ برتر فوتبال پرتغال، مربیگری باشگاه اسپورتینگ پرتغال را بر عهده داشت و در لیگ، یک مقام سوم و یک دوم کسب کرد. تیم کی‌روش در جام حذفی و سوپرجام نیز یک قهرمانی به‌دست‌آورد تا او دوران موفقی را با این باشگاه تجربه کند.

### در آمریکا، ژاپن و امارات (۱۹۹۹–۱۹۹۶)

#### نیویورک/نیوجرسی مترو استارز
کی‌روش در تابستان ۱۹۹۵ پیشنهاد فدراسیون فوتبال آمریکا برای سرمربیگری در تیم ملی فوتبال مردان آمریکا را رد کرد. در سال ۱۹۹۶، مربیگری باشگاه تازه‌تأسیس نیویورک/نیوجرسی مترو استارز را از هفته نهم فصل اول ام‌ال‌اس، معتبرترین لیگ فوتبال در آمریکا پذیرفت تا جانشین ادی فیرمانی مستعفی در این تیم شود. کی‌روش که با دستمزد ۲۰۰٫۰۰۰ دلاری تا پایان فصل، گران‌ترین مربی آن فصل لیگ بود و به اعتقاد کارشناسان آمریکایی فراتر از سطح این لیگ نیز بود، از امکانات باشگاه ناراضی بود. در حالی که ۳ هفته به پایان فصل باقی بود، مترو استارز پیشنهاد تمدید قراردادی ۳ ساله به مبلغ ۱٫۵ میلیون دلار به او داد. همزمان باشگاه ژاپنی ناگویا گرامپوس اِیت که آرسن ونگر را در آستانه جدایی می‌دید، به کی‌روش پیشنهاد قراردادی ۶ میلیون دلاری برای ۳ فصل جی‌لیگ داد. ناگویا برای پاسخ کی‌روش به پیشنهاد خود، ضرب‌الاجلی تعیین کرده‌بود که پیش از پایان فصل ام‌ال‌اس بود. کی‌روش به پیشنهاد باشگاه ژاپنی پاسخ مثبت داد اما متعهد شد تا پایان فصل، روی نیمکت باشگاه آمریکایی بنشیند. او با تیمش تا پایان فصل، ۱۲ برد و ۱۲ باخت را تجربه کرد، که با قرارگیری در جایگاه سوم جدول رده‌بندی کنفرانس شرق (در میان ۵ تیم) به مرحلهٔ حذفی ام‌ال‌اس راه یافت. در دور اول مرحلهٔ حذفی، مترو استارز در ۳ بازی برابر دی‌سی یونایتد، در دو بازی شکست خورد و در ۲ اکتبر حذف شد. کی‌روش بلافاصله راهی ژاپن شد تا رهبری ناگویا را بر عهده بگیرد.

#### ناگویا گرامپوس اِیت
کی‌روش، ناگویا را در هفتهٔ ۲۱ جی‌لیگ ۱۹۹۶، در کورس قهرمانی و جایگاه سوم جدول از ونگر تحویل گرفت و با ۶ برد و ۳ باخت، نایب‌قهرمان شد. در نوامبر، ناگویا با شکست برابر تیم نه‌چندان مطرح کوسمو اویل در اولین بازی خود در جام امپراتور، در دور سوم این جام حذف شد. ناگویا با پیروزی بر شیمیزو اس‌پالس و کاشیما آنتلرز و قهرمانی جام سونتوری فصل را به پایان برد. در فصل ۱۹۹۷ جی‌لیگ که مجدداً به صورت آپرتورا و کلاسورا برگزار شد، تیم کی‌روش حضور موفقی در لیگ نداشت، در لیگ آغازین فصل در جایگاه دوازدهم و در لیگ پایانی در جایگاه پنجم قرار گرفت که مجموعاً با ۱۶ برد و ۱۶ باخت، تیم نهم فصل شد. در جام جی‌لیگ با شکست در نیمه‌نهایی از مسابقات کنار رفت. در تک‌بازی جام بانک سانوا، قهرمان فصل پیش ام‌ال‌اس، دی‌سی یونایتد را برد و قهرمان شد. ناگویا در فصل ۹۷–۱۹۹۶ جام برندگان جام آسیا نیز از الهلال عربستان در فینال شکست خورد و نایب‌قهرمان شد. در نوامبر ۱۹۹۷ کوجی تاناکا در حالی جایگزین او شد که تنها بازی‌های باقی‌ماندهٔ این فصل در دسامبر و در جام امپراتور بود.

#### بازگشت به آمریکا به‌عنوان مشاور
با پایان فصل در نوامبر ۱۹۹۷، کی‌روش از ناگویا جدا شد. در ژانویهٔ ۱۹۹۸، طی قراردادی ۷ ماهه به عنوان مشاور فنی فدراسیون فوتبال آمریکا استخدام شد. مسئولیت او بررسی، ارزیابی و کمک به برنامه‌های بلندمدت فوتبال ملی پایه در آمریکا بود. ماحصل کار کی‌روش در آمریکا، تهیه کیو ریپورت بود. در حالی که گفته می‌شد فدراسیون آمریکا پیشنهادی ۱ میلیون دلاری برای سرمربیگری تیم ملی به او ارائه کرده، کیروش احتمالاً با دستمزد بیشتری سرمربی تیم ملی فوتبال امارات شد.

#### تیم ملی امارات
کی‌روش در تیم ملی امارات جمعاً در ۱۶ مسابقه رسمی روی نیمکت نشست که حاصل آن ۸ برد، ۲ تساوی و ۶ باخت بود. امارات با کی‌روش در جام ملت‌های خلیج فارس و جام ملت‌های عرب شرکت کرد که در آن‌ها به‌ترتیب در جایگاه سوم و چهارم قرار گرفت. امارات در بازی‌های آسیایی ۱۹۹۸، در دور اول کره شمالی را در ضربات پنالتی شکست داد و در مرحلهٔ گروهی، با یک برد مقابل ژاپن و دو باخت برابر کره جنوبی و کویت در گروهش آخر شد و از مسابقات کنار رفت.

### تیم ملی آفریقای جنوبی (۲۰۰۲–۲۰۰۰)
در اکتبر ۲۰۰۰، فدراسیون فوتبال آفریقای جنوبی که چندین گزینه برای مربیگری تیم ملی در نظر داشت (مانند رود کرول، رود گولیت، فرانک رایکارد و کارلوس آلبرتو پریرا) با کی‌روش تا ژوئن ۲۰۰۲ و پایان جام جهانی ۲۰۰۲ برای هدایت این تیم به توافق رسید. مبلغ قرارداد وی سالانه حدود ۱٫۶۸ میلیون رَند گزارش شد که با دستمزد گران‌ترین مربیان در این کشور، فاصلهٔ بسیاری داشت. کی‌روش با این که خود در یک کشور آفریقایی و همسایهٔ آفریقای جنوبی رشد یافته‌بود، در مورد فوتبال این کشور اطلاعات کمی داشت، اگرچه از بازیکنان این کشور (به ویژه آن‌هایی که در اروپا بازی می‌کردند) شناخت خوبی داشت.
یک ماه بعد در سپتامبر، بازی‌های انتخابی جام ملت‌های آفریقا ۲۰۰۲ آغاز شد و آفریقای جنوبی که در گروهی ۴ تیمی با لیبریا، کنگو و موریس هم‌گروه بود، با ۳ برد و ۳ تساوی به عنوان تیم دوم گروه به این جام راه یافت.
در بازی‌های انتخابی جام جهانی ۲۰۰۲، آفریقای جنوبی که در آوریل ۲۰۰۰ و پیش از استخدام کیروش با حذف لسوتو به دور دوم راه یافته بود، با تیم‌های زیمبابوه، بورکینافاسو، مالاوی و گینه در گروهی قرار گرفت که تیم اول آن به جام جهانی صعود می‌کرد. پس از این که گینه به دلیل دخالت دولت در فدراسیون این کشور توسط فیفا از مسابقات حذف شد، عملاً مدعی‌ترین حریف آفریقای جنوبی از راه این تیم برای حضور در جام جهانی کنار رفت. تیم کی‌روش با ۵ برد و ۱ تساوی، توانست بدون تهدید و با اختلاف نسبت به حریفان در جایگاه اول قرار بگیرد و به جام جهانی ۲۰۰۲ صعود کند. راهیابی در شرایطی اتفاق افتاد که بسیاری از بازیکنان کلیدی شاغل در اروپا مانند راده‌به و فیش به خاطر تمرکز بر بازی‌های باشگاهی، از حضور در تیم ملی کناره می‌گرفتند و فدراسیون و کی‌روش به این مسئله معترض بودند. کی‌روش گاه در اردوهای آماده‌سازی از بازیکنان لیگ برتر فوتبال آفریقای جنوبی استفاده می‌کرد و به دلیل فشردگی بازی‌های لیگ داخلی نیز مجبور به عدم دعوت از بازیکنان برخی تیم‌ها بود.
در جام ملت‌های آفریقا ۲۰۰۲ که از ژانویه آغاز شد، آفریقای جنوبی با بورکینافاسو، مراکش و غنا هم‌گروه شده‌بود. آفریقای جنوبی در دو بازی اول دو تساوی بدون گل مقابل بورکینافاسو و غنا کسب کرد اما در بازی سوم با پیروزی ۳–۱ برابر مراکش، با تفاضل گل بهتر نسبت به غنا به عنوان تیم اول گروه به دور حذفی صعود کرد تا با مالیِ میزبان بازی کند. تیم کی‌روش ۲–۰ از مالی باخت و حذف شد.

#### انتقادها و جدایی
پس از عملکرد تیم در دور گروهی جام ملت‌های آفریقا که با انتقاد مواجه شد، حذف و باخت به مالی هواداران را پیش از بیش از کی‌روش عصبانی کرد. آفریقای جنوبی که در سه دورهٔ اخیر جام ملت‌های آفریقا، یک قهرمانی، یک نایب‌قهرمانی و یک سومی داشت، این دوره در حد تیمی مدعی ظاهر نشد. کی‌روش که پیش از آغاز این مسابقات، مسئولیت کامل نتایج را پذیرفته بود، پس از مسابقات معتقد بود که تیم عملکرد مناسبی داشته و با بدشانسی مواجه شده است. فدراسیون فوتبال در اوایل فوریه برای بررسی ادامهٔ همکاری با کی‌روش، جلساتی برگزار کرد و گفته می‌شد که در قرارداد آن‌ها، عملکرد تیم به‌عنوان ملاکی برای همکاری در نظر گرفته‌شده است. با باقی بودن ۶ ماه از قرارداد، فدراسیون باید در صورت فسخ، حدود ۳ میلیون رند خسارت به کی‌روش می‌داد. در حین تصمیم‌گیری فدراسیون که حدوداً یک ماه طول کشید، کی‌روش پس از ارائهٔ گزارش به فدراسیون، از آن کشور رفت تا بازی دوستانهٔ اسپانیا (حریف دور گروهی جام جهانی) را تماشا کند و تنها به گفتن این که «من امشب مثل یک بچه راحت می‌خوابم. وقتی شما به کار خودتان و کارفرمایتان اعتماد دارید، دلیلی برای نگرانی نیست» بسنده کرد.
در این میان، رسانه‌ها از اختلاف‌هایی میان کی‌روش و کمیتهٔ فنی فدراسیون، به ویژه اختلاف او با جومو سونو که مدیر فنی تیم ملی بود خبر می‌دادند. گفته می‌شد جونو در انتخاب بازیکنان تیم دخالت می‌کند و کی‌روش از این مسئله ناراضی است. جونو خواستار برکناری استیو کومفلا و راجر دسا از کادر فنی تیم هم بود که کی‌روش با این تغییر مخالف بود.
منتقدان کی‌روش معتقد بودند که صعود به جام ملت‌ها و جام جهانی برای آفریقای جنوبی طبیعی است و تیم نه‌تنها نتایج بدی گرفته، بلکه «خسته‌کننده» و «نازیبا» بازی می‌کند. به‌جای آن که کی‌روش خود را با شیوه بازی آفریقایی وفق دهد، سعی دارد شیوه‌های اروپایی به‌کار ببرد. منتقدان، او را دارای شخصیتی «خودمحور» توصیف می‌کردند که به دستیارانش کومفلا و مولوتو اختیاراتی در حد «توپ‌جمع‌کن» داده است. سقوط تیم در رده‌بندی فیفا، بی‌توجهی به بازیکنان آمادهٔ لیگ داخلی، دعوت از بازیکنان لژیونر ناآماده مثل فورچون و عدم توانایی در مهارت‌هایی مانند تهییج و انگیزه‌بخشی به بازیکنان از دیگر مواردی است که منتقدان بیان می‌کردند.
در مقابل، افرادی معتقد بودند که کی‌روش باید بماند و به او فرصت داده‌شود. این عده اگرچه انتقادهایی به عملکرد کی‌روش داشتند، اما معتقد بودند که او مربی خوبی است و یک مربی خوب «یک‌شبه بد نمی‌شود». موافقان کی‌روش، به این نکته اشاره می‌کردند که فدراسیون آفریقای جنوبی را به‌سختی می‌توان یک نهاد «حرفه‌ای» نامید، اما هیچ‌کس نمی‌تواند منکر حرفه‌ای‌بودن کی‌روش شود و فدراسیون نباید تجربهٔ اخراج مربی قبل از جام جهانی ۱۹۹۸ را تکرار کند تا هزینهٔ مالی و فنی بالای این قطع همکاری را بپردازد.
سرانجام در ۱۳ مارس ۲۰۰۲ همکاری فدراسیون و کی‌روش به پایان رسید و جومو سونو جانشین او شد. فدراسیون رسماً اعلام کرد که کی‌روش از مقام خود استعفاء داده است، اما کی‌روش این مسئله را تکذیب کرد. منابع دیگری از اخراج شدن کی‌روش خبر می‌دهند.

### منچستر یونایتد
« کارلوس کی‌روش درخشان بود. بله، واقعاً درخشان بود. مردی بود باهوش و دقیق. او برای من بسیار مفید بود. کی‌روش را می‌توان کمابیش سرمربی منچستر یونایتد دانست، بدون آن‌که این پست را رسماً در اختیار داشته باشد.»

آلکس فرگوسن، در آلکس فرگوسن: زندگی‌نامه خودنوشت

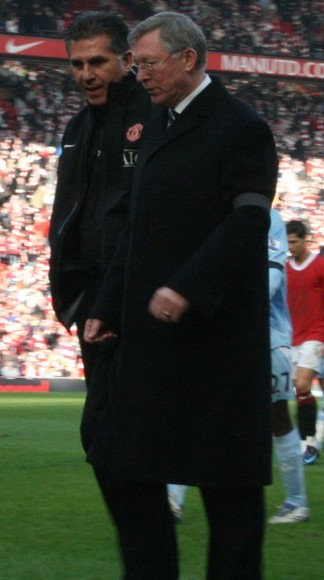
کی‌روش (چپ) و الکس فرگوسن (راست) در سال ۲۰۰۸ در بازی با منچستر سیتی

کی‌روش از ماه ژوئن سال ۲۰۰۲، مربی منچستر یونایتد شد و کار خود را به‌عنوان دستیار الکس فرگوسن از ابتدای لیگ برتر فوتبال انگلستان ۰۳–۲۰۰۲ آغاز کرد. او جایگزین استیو مک‌کلارن دستیار پیشین فرگوسن شد.

### رئال مادرید
موقعیت کی‌روش در منچستریونایتد به‌عنوان دستیار سرمربی، توجه باشگاه رئال مادرید را به خود جلب کرد. مسئولان این باشگاه، به دنبال یک سرمربی برای جایگزینی ویسنته دل بوسکه بودند. این موضوع، فرصتی برای همکاری با بازیکن سال فوتبال جهان، زین‌الدین زیدان و ستارگانی چون رونالدو و لوئیس فیگو بود. فرصتی که کی‌روش احساس کرد نمی‌تواند آن را رد کند و در تابستان ۲۰۰۳ با قراردادی دوساله به‌عنوان سرمربی، به این تیم پیوست. رئال مادرید فصل ۰۴–۲۰۰۳ را خوب شروع کرد و مایورکا را در سوپرکاپ اسپانیا شکست داد. در اواسط فصل، این تیم در صدر جدول لالیگا قرار گرفت و برای کوپا دل ری و لیگ قهرمانان اروپا رقابت داشت. با این حال، رئال در پنج بازی پایانی خود شکست خورد و در ردهٔ چهارم قرار گرفت و والنسیا عنوان قهرمانی را به‌دست‌آورد. رئال مادرید همچنین در کوپا دل ری و لیگ قهرمانان اروپا ناموفق بود و آن فصل را با کسب سوپرجام اسپانیا به‌عنوان تنها جام به پایان رساند. پس از ده ماه حضور در رئال مادرید، کی‌روش در مه ۲۰۰۴ اخراج شد.

### بازگشت به منچستر یونایتد
کی‌روش در ژوئن ۲۰۰۴ به‌عنوان دستیار فرگوسن به یونایتد بازگشت. برخی منابع به تأثیر غیبت او در فصل ۲۰۰۳–۲۰۰۴ باشگاه اشاره می‌کردند که باشگاه در لیگ برتر، سوم شد و خیلی زود از لیگ قهرمانان اروپا کنار رفته بود. روی کین، کاپیتان یونایتد در زندگی‌نامهٔ خود در سال ۲۰۱۴ اظهار داشت که بحث با کی‌روش در مورد وفاداری، یکی از دلایلی بود که او از باشگاه در سال ۲۰۰۵ کنار رفته است. کی‌روش در سال ۲۰۰۶ با تیم پرتغالی بنفیکا و تیم ملی ایالات متحده در سمت‌های مدیریتی در ارتباط بود، اما او در منچستریونایتد ماند و در سال ۲۰۰۷ در کنار این تیم، قهرمان لیگ برتر شد. در طول این دوره، برخی از نظرات کی‌روش پس از بازی‌ها در مورد داوری‌ها بحث‌برانگیز بود. در اواخر مارس ۲۰۰۸، گزارش شد که مسئولان باشگاه بنفیکا، یک بار دیگر با کی‌روش برای قبول سرمربی‌گری این تیم مذاکره کرده‌اند اما به نتیجه نرسیده‌اند.

### بازگشت به پرتغال
در ۱۱ ژوئیهٔ ۲۰۰۸، اعلام شد که کی‌روش با قراردادی چهارساله برای سرمربی‌گری تیم ملی پرتغال، منچستریونایتد را ترک می‌کند. پرتغال در تلاش برای راه‌یابی به جام جهانی ۲۰۱۰ تحت مدیریت او مشکل داشت. تیم کی‌روش علی‌رغم شروع رقابت‌های مقدماتی جام جهانی با پیروزی راحت ۴–۰ مقابل مالت در ورزشگاه تاکالی، نتوانست هیچ‌یک از چهار بازی بعدی خود را پیروز شود. پرتغال با شکست ۳–۲ مقابل دانمارک و سپس تساوی ۰–۰ مقابل آلبانی و سوئد به همراه یک تساوی بدون گل دیگر در استکهلم مقابل سوئد، تنها ۶ امتیاز از ۱۵ امتیاز ممکن را کسب کرد و برای نخستین بار از سال ۱۹۹۸، در آستانهٔ از دست دادن یک تورنمنت بزرگ بین‌المللی قرار گرفت. پرتغال سپس آلبانی را در تیرانا با نتیجهٔ ۲–۱ و با یک گل دیرهنگام شکست داد، در ۵ سپتامبر برابر دانمارک ۱–۱ مساوی کرد، مجارستان را ۱–۰ و دوباره در بازی برگشت، با نتیجهٔ ۳–۰ شکست داد و در نهایت مالت را ۴–۰ شکست داد. این نتایج، همراه با شکست سوئد مقابل دانمارک، پرتغال را قادر ساخت تا با ۱۹ امتیاز و با یک امتیاز بیشتر از سوئد، در جایگاه دوم گروه خود قرار گیرد و جواز حضور در پلی‌آف قاره اروپا را کسب کند. پرتغال با پیروزی بر بوسنی و هرزگوین در هر دو دیدار رفت و برگشت پلی‌آف، به جام جهانی ۲۰۱۰ صعود کرد. در جام جهانی، پرتغال با ساحل عاج ۰–۰ مساوی کرد و سپس با نتیجهٔ ۷–۰ کره شمالی را شکست داد، که سنگین‌ترین پیروزی در جام جهانی از زمان پیروزی ۸–۰ آلمان مقابل عربستان سعودی در سال ۲۰۰۲ بود. این پیروزی، عملاً صعود پرتغال به دور دوم را تضمین کرد و این تیم، با یک تساوی بدون گل با برزیل به دور بعد صعود کرد. پرتغال در دور دوم، با شکست ۱–۰ مقابل اسپانیا از مسابقات، حذف شد. تیم کی‌روش در سه بازی از چهار بازی خود در جام جهانی موفق به گلزنی نشد.
کی‌روش در ۳۰ اوت ۲۰۱۰ توسط سازمان مبارزه با دوپینگ پرتغال (Autoridade Antidopagem de Portugal) به‌مدت شش ماه از سِمَت خود، تعلیق شد، زیرا تشخیص داده شد که وی، رویه‌های آن سازمان، پیش از جام جهانی را مختل کرده است. او همچنین توسط فدراسیون فوتبال پرتغال به‌دلیل استفاده از الفاظ نامناسب نسبت به آزمایش‌کنندگان دوپینگ، به مدت یک ماه محروم شد. او سپس در ۹ سپتامبر ۲۰۱۰ از مربیگری تیم ملی پرتغال، برکنار شد. در ۲۳ مارس ۲۰۱۱، دادگاه حکمیت ورزش، درخواست تجدیدنظر او را علیه تصمیم سازمان مبارزه با دوپینگ پرتغال تأیید، و تعلیق او را باطل کرد.

### تیم ملی ایران
کی‌روش در میان مربیانی که تاکنون در تیم ملی فوتبال مردان ایران به مربیگری پرداخته‌اند، طولانی‌ترین دوران مربیگری را از آن خود کرده است. پس از کی‌روش، برانکو ایوانکوویچ با بیش از ۵۰ بازی، و علی پروین با بیش از ۴۰ بازی در جایگاه بعدی قرار دارند. وی در این ۸۰ بازی تنها در ۸ بازی شکست خورده که ۴ بازی در مسابقات دوستانه و ۴ بازی در مسابقات رسمی است. علاوه بر این در دوران مربیگری کی‌روش، تیم ملی ایران به مدت ۱۷ ماه در جایگاه نخست رنکینگ تیم‌های آسیایی قرار گرفته است که طولانی‌ترین زمان در تاریخ تیم ملی فوتبال ایران است.

#### دورهٔ اول: ۱۳۹۳–۱۳۹۰
قرارداد
پس از جام ملت‌های آسیا ۲۰۱۱، فدراسیون فوتبال ایران با او برای سرمربیگری تیم ملی فوتبال ایران مذاکره کرد. او حتی به تهران آمد و از امکانات و شهر بازدید کرد، و پس از دیدن بازی ایران و روسیه در ابوظبی برای تصمیم‌گیری دربارهٔ پیشنهاد قراردادی ۳٫۵ ساله راهی پرتغال شد. او در آستانه بالاگرفتن تنش‌های سیاسی در ۲۵ بهمن ۱۳۸۹ شرایط ایران را برای مربیگری پذیرفت، اما در شب ۲۵ بهمن با فرستادن یک ایمیل به فدراسیون فوتبال ایران انصراف خود را از مربیگری تیم ملی ایران «به‌دلایل شخصی و خانوادگی» اعلام کرد. در نهایت وی از تاریخ ۱۵ فروردین ۱۳۹۰ رسماً سرمربیگری تیم ملی فوتبال ایران را برای یک دورهٔ سه‌ساله به عهده گرفت.
گزینش بازیکن‌ها
کی‌روش در دوران مربیگری خود در ایران، برخی بازیکنان ثابت را از تیم کنار گذاشت و دیگر آن‌ها را دعوت نکرد. بازیکنانی مانند سید مهدی رحمتی، هادی عقیلی، محمدرضا خلعتبری و شجاع خلیل‌زاده، که گفته می‌شد در فهرست سیاه کی‌روش هستند. برخی از بازیکنان تیم نیز پس از دعوت او از تیم کناره گرفتند که فرهاد مجیدی، فریدون زندی و محرم نویدکیا از آن جمله‌اند. کی‌روش از چندین بازیکن از ایرانیان مقیم خارج و دارای تابعیت دوگانه در تیم ملی استفاده کرد. اشکان دژاگه، رضا قوچان‌نژاد و سامان قدوس از مطرح‌ترین این بازیکنان هستند.
آغاز به کار
نخستین بازی رسمی کی‌روش با تیم ایران، بازی دوستانه‌ای برابر ماداگاسکار بود که در ۲۶ تیر ۱۳۹۰ در ورزشگاه آزادی تهران برگزار شد و ایران ۱–۰ پیروز شد. کی‌روش در یک اردوی تمرینی که پیش از این بازی در تیرماه و در اتریش برگزار شد، در ۳ بازی تمرینی برابر تیم‌های باشگاهی اروپایی، تیم ایران را مربیگری کرده‌بود و در آن‌ها، آرایش بازیکنان متفاوت و چیدمان‌های ۱–۳–۲–۴ و ۳–۳–۴ را آزموده‌بود.
انتخابی جام جهانی ۲۰۱۴

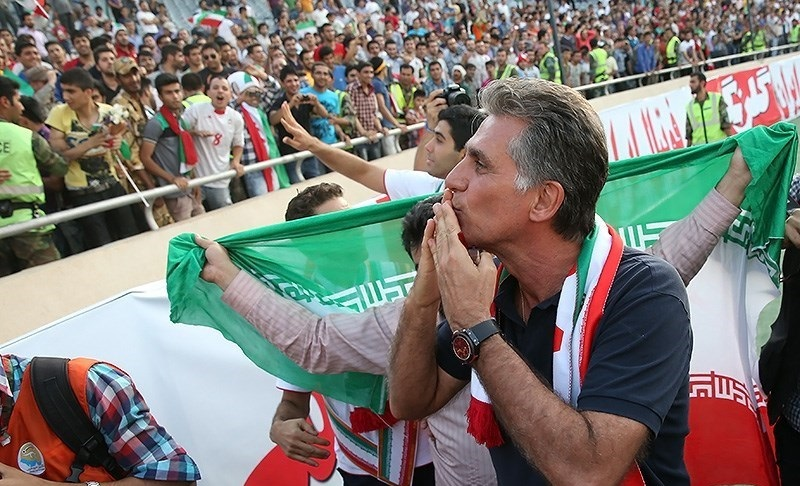
کی‌روش در جشن راه‌یابی ایران به جام جهانی ۲۰۱۴

بازی‌های انتخابی ایران برای جام جهانی از تیر ۱۳۹۰ آغاز شد و تیم تحت رهبری کی‌روش که هنوز با آزمون و خطای تاکتیکی بازی می‌کرد، ابتدا با دو پیروزی مجموعاً ۰–۵ برابر مالدیو از مرحله دوم عبور کرد (ایران به‌دلیل جایگاه خود در رده‌بندی جهانی فیفا از حضور در مرحلهٔ اول معاف بود). در مرحلهٔ دوم که از شهریور تا اسفند ۱۳۹۰ برگزار شد، ایران با ۳ تیم بحرین، اندونزی و قطر هم‌گروه شد و با ۳ پیروزی و ۳ تساوی به عنوان تیم نخست گروه به مرحلهٔ دوم راه یافت. ایران در این مرحله با ۱۷ گل قوی‌ترین خط حمله را در میان تیم‌های آسیایی داشت.
تیم ایران در مرحلهٔ چهارم، با تیم‌های کره جنوبی، ازبکستان، قطر و لبنان در گروهی ۵ تیمی قرار گرفت که ۲ تیم اول آن مستقیماً به جام جهانی راه می‌یافتند. در این بازی‌ها که از خرداد ۱۳۹۱ تا خرداد ۱۳۹۲ به طول انجامید، ایران با ۵ برد، ۱ تساوی و ۲ باخت توانست به عنوان تیم نخست به جام جهانی فوتبال ۲۰۱۴ راه یابد. ایران در دور رفت ابتدا ازبکستان را با یک گل در خانه‌اش شکست داد و سپس در خانهٔ خود با قطر بدون گل مساوی کرد. پس از شکست ۰–۱ غیرمنتظره در خانهٔ لبنان، ایران کره جنوبی را ۰–۱ برد. ایران در نخستین بازی مرحلهٔ برگشت در آبان ۱۳۹۱، در خانه با یک گل از ازبکستان باخت و تیم در شرایط بدی قرار گرفت، چرا که با دو شکست و یک تساوی از ۵ بازی اول، سرنوشت صعود مستقیم ایران به نتایج دیگر تیم‌ها و اما و اگر وابسته شده‌بود. ایران در ادامه، در خرداد ۱۳۹۲ هر ۳ بازی باقی‌مانده خود را برد و با مجموع ۵ برد، یک تساوی و دو شکست به جام جهانی صعود کرد. ایران ابتدا با پیروزی در خانهٔ قطر، شانس صعود مستقیم خود را بازگرداند و با برد خانگی لبنان، به بازی پایانی در خانهٔ کره رسید. ایران دوباره کره را ۰–۱ برد و به جام جهانی صعود کرد. کی‌روش که از بازی ازبکستان با چوی کانگ هی، مربی کره جنوبی وارد جنگ لفظی شدیداللحنی شده بود، پس از پیروزی، مشت گره‌کرده خود را به‌سوی او نمایش داد که مورد اعتراض کره‌ای‌ها قرار گرفت.
بازی‌های غرب آسیا
کی‌روش در این مسابقات که در آذر ۱۳۹۱ برگزار شد، بیشتر از بازیکنان جوانی استفاده کرد که در لیگ برتر فوتبال ایران بازی می‌کردند و قبلاً فرصت بازی در تیم ملی پیدا نکرده‌بودند. ایران که در مرحلهٔ گروهی این بازی‌ها با بحرین، یمن و عربستان سعودی هم‌گروه بود، ۲ تساوی و یک برد کسب کرد و با قرارگیری در جایگاه دوم حذف شد (تنها تیم نخست صعود می‌کرد).
انتخابی جام ملت‌های آسیا ۲۰۱۵
ایران پس از صعود به جام جهانی ۲۰۱۴ به روند پیروزی‌های خود ادامه داد و ماه‌ها بعد و به‌عنوان تیم نخست گروه خود به جام ملت‌های آسیا ۲۰۱۵ راه یافت. ایران در مرحلهٔ گروهی این مسابقات، در گروه C با بحرین، قطر و امارات متحده عربی هم‌گروه شد.

جام جهانی ۲۰۱۴

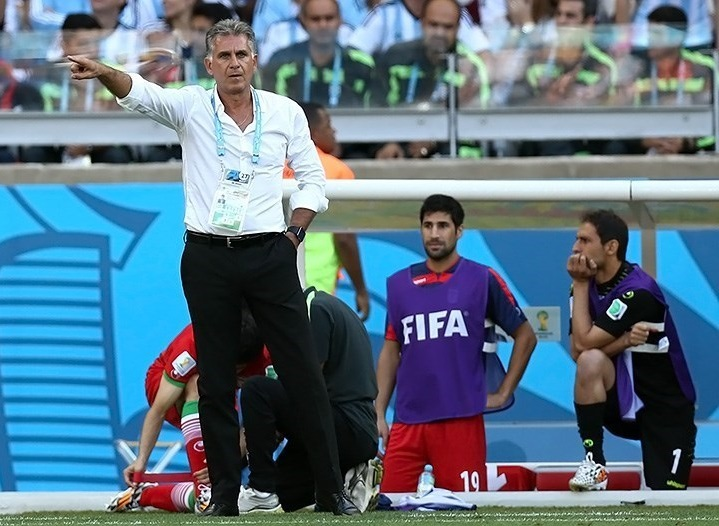
کی‌روش در بازی ایران و آرژانتین در ۲۱ ژوئن ۲۰۱۴

ایران در جام جهانی ۲۰۱۴ در گروه اِف با آرژانتین، نیجریه و بوسنی و هرزگوین هم‌گروه شد. در ۱ ژوئن ۲۰۱۴، کی‌روش ترکیب ۲۳ نفرهٔ خود را اعلام کرد. در بازی نخست ایران در این مسابقات، در ۱۶ ژوئن، ایران به تساوی ۰–۰ مقابل نیجریه دست یافت و نخستین کلین‌شیت خود در جام جهانی فوتبال را رقم زد. ایران در بازی بعدی خود با گل دیرهنگام لیونل مسی مقابل آرژانتین با نتیجه ۱–۰ مغلوب شد اما عملکرد تیم کی‌روش، در مجموع مورد تحسین قرار گرفت. ایران در بازی بعدی خود با شکست ۳–۱ مقابل بوسنی و هرزگوین از دور مسابقات حذف شد. تک‌گل ایران را رضا قوچان‌نژاد به‌ثمر رساند. بر اساس گزارش فوربز، دستمزد کی‌روش به‌عنوان سرمربی تیم ایران در جام جهانی فوتبال ۲۰۱۴، ۲٬۰۹۸٬۰۶۰ دلار آمریکا بود. کی‌روش پس از پایان این مسابقات، قرارداد خود را تا جام جهانی ۲۰۱۸ تمدید کرد.
جام ملت‌های آسیا ۲۰۱۵
در این مسابقات، ایران ابتدا در مرحلهٔ گروهی، بحرین را با نتیجه ۲–۰ شکست دادند. پس از آن، ایران در یک بازی دفاعی، قطر را با گل سردار آزمون با نتیجهٔ ۱–۰ شکست داد و با همین نتیجه، امارات را شکست داد و به صدر جدول گروه خود رسید و به دور بعد صعود کرد. در مرحله یک چهارم نهایی، ایران با عراق روبرو شد که هفته‌ها قبل و در یک بازی دوستانه آن را شکست داده بود. ایران پس از دریافت یک کارت قرمز بحث‌برانگیز در نیمهٔ اول از داور بن ویلیامز، تلاش زیادی را با ده نفر انجام داد و دو گل در اواخر وقت اضافه به ثمر رساند تا بازی به تساوی ۳–۳ برسد. در ضربات پنالتی اما، ایران ۷ بر ۶ شکست خورد و حذف شد.

#### دورهٔ دوم: ۱۳۹۳–۱۳۹۷
قرارداد

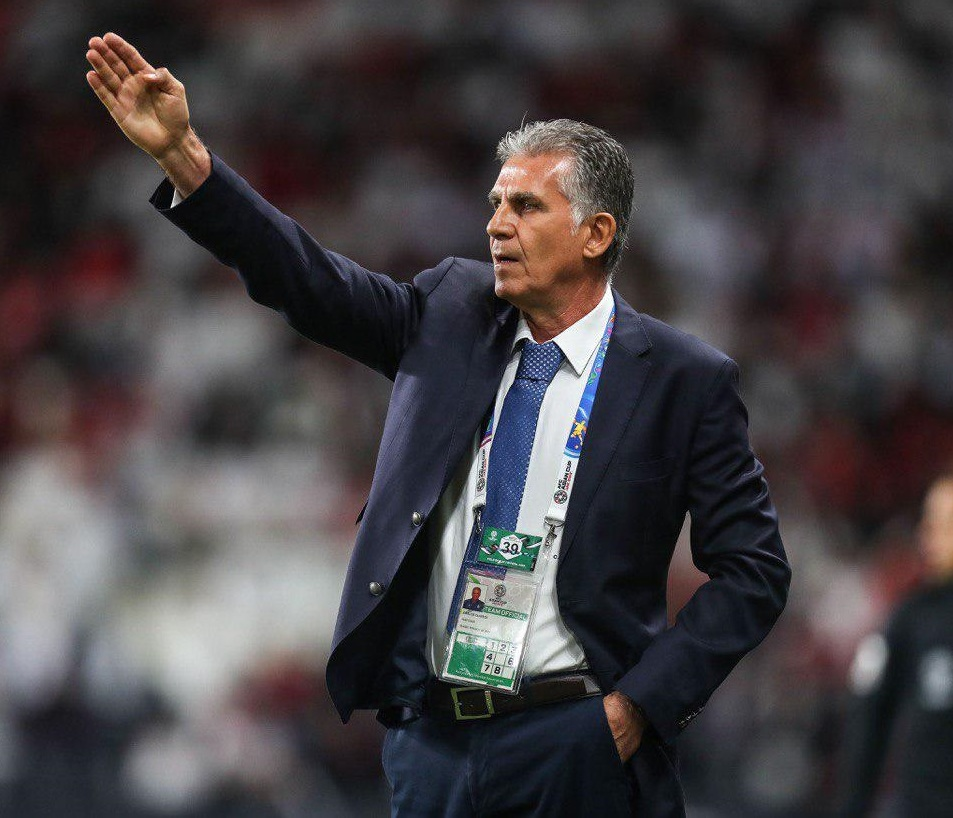
کی‌روش در بازی ایران برابر عمان در جام ملت‌های آسیا ۲۰۱۹

براساس برخی منابع، کی‌روش و دستیارانش در قرارداد نخستشان مبلغی به ارزش ۹ میلیارد تومان، با تیم‌ملی ایران قرارداد داشته‌اند. کفاشیان، رئیس پیشین فدراسیون فوتبال ایران اظهار داشته بود که قرارداد سالانهٔ کی‌روش و دستیارانش دو میلیون و پانصد هزار دلار است که قرارداد خود کی‌روش سالانه ۱٫۵ میلیون دلار است. سرمربی تیم ملی فوتبال برای تمدید قرارداد خود، پیشنهاد افزایش ۷۰ درصدی مبلغ قراردادش را داده است، فدراسیون فوتبال به‌طور آشکار از پرداخت این مبلغ اعلام ناتوانی کرده است. کفاشیان در گفتگو با «تسنیم» اشاره داشته است که کی‌روش ظاهراً برای تمدید قرارداد کادر فنی رقم ۵ میلیون دلار را مد نظر داشته است. بنابه‌گزارش خبرگزاری جمهوری اسلامی ایران، رسانه‌های آفریقای جنوبی به نقل از روزنامهٔ ˈکیپ تایمزˈ نوشته‌اند که کارلوس کی‌روش به مسؤولان فدراسیون فوتبال آفریقای جنوبی گفته است، اگر نصف مبلغ پیشنهادی ایران را بدهند، درخواست آن‌ها را برای مربیگری در تیم ملی این کشور خواهد پذیرفت.
جام جهانی ۲۰۱۸
ایران مسابقات مقدماتی جام جهانی ۲۰۱۸ را با بازی‌های دوستانه مقابل شیلی و سوئد در مارس ۲۰۱۵ آغاز کرد. کی‌روش پس از آن به‌دلیل اختلاف نظر با فدراسیون فوتبال ایران از سِمَت مدیریتی خود، استعفا داد. ایران در ۱۴ آوریل ۲۰۱۵ در مرحله دوم مقدماتی با تیم‌های عمان، هند، ترکمنستان و گوام هم‌گروه شد. در ۲۶ آوریل ۲۰۱۵، کی‌روش اعلام کرد که به‌عنوان سرمربی تیم ملی ایران در جام جهانی ۲۰۱۸ به همکاری با این تیم، ادامه خواهد داد. ایران دور دوم مقدماتی خود را با پیروزی ۴ بر صفر مقابل هند و ۲ بر صفر مقابل عمان به پایان رساند. ایران با ۲۰ امتیاز از هشت بازی در صدر جدول گروه خود قرار گرفت و کی‌روش و تیمش موفق شدند در مرحلهٔ دوم مقدماتی جام جهانی بدون شکست باقی بمانند. ایران برای قرعه‌کشی رقابت‌های سومین دور مقدماتی جام جهانی در آسیا، در گلدان یک در کنار استرالیا قرار گرفت. ایران در فاصلهٔ دو بازی مانده به پایان رقابت‌ها، با شکست ازبکستان در ورزشگاه آزادی، پس از روسیه میزبان و برزیل به‌عنوان سومین تیم، راهی جام جهانی ۲۰۱۸ شد.

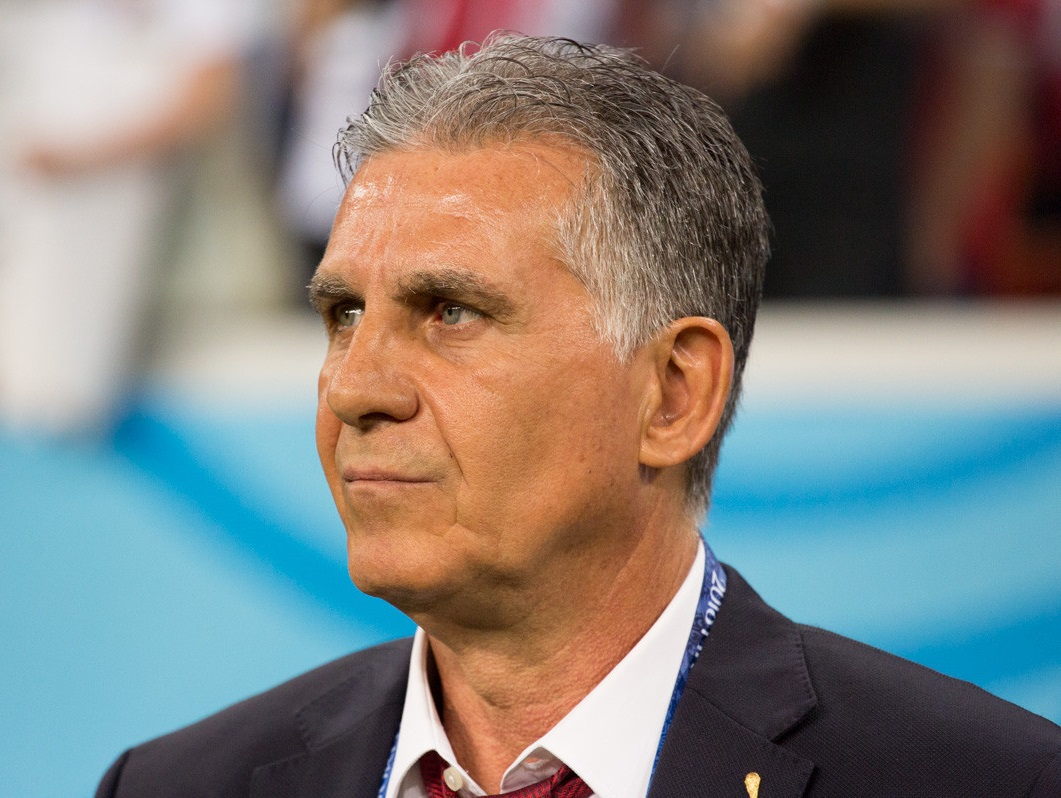
کی‌روش در بازی ایران برابر پرتغال در جام جهانی ۲۰۱۸

نام کی‌روش در آوریل ۲۰۱۸ به‌عنوان یکی از گزینه‌های سرمربی‌گری تیم ملی کامرون مطرح شد اما او سرمربی تیم ملی ایران، باقی ماند.
پس از شکست‌ناپذیری در مرحلهٔ مقدماتی، ایران در بازی ابتدایی خود در مسابقات، به لطف گل به خودی دیرهنگام عزیز بوحدوز، مراکش را ۱–۰ شکست داد، اما در دومین بازی خود ۱–۰ مغلوب اسپانیا شد. در آخرین بازی، کی‌روش به مصاف تیم کشورش پرتغال رفت. پس از دریافت یک گل، علیرضا بیرانوند، دروازه‌بان ایران، ضربه پنالتی کریستیانو رونالدو را مهار کرد تا ایران به بازی برگردد. ایران با گل کریم انصاری‌فرد از روی نقطهٔ پنالتی، بازی را مساوی کرد. این تساوی می‌توانست منجر به نخستین صعود ایران به دور دوم جام جهانی شود اما با تساوی اسپانیا و مراکش، این اتفاق محقق نشد و پرتغال و اسپانیا به مرحلهٔ بعدی صعود کردند.
جام ملت‌های آسیا ۲۰۱۹
در ۲۳ سپتامبر ۲۰۱۸، کی‌روش قرارداد خود را تا پایان جام ملت‌های آسیا ۲۰۱۹ تمدید کرد. ایران در این مسابقات، با پیروزی مقابل یمن و ویتنام و تساوی با عراق، از گروه دی، به مرحله یک‌هشتم نهایی صعود کرد و در آن مرحله، با تیم سوم گروه اف، عمان دیدار کرد. پیروزی ۲–۰ ایران مقابل عمان باعث شد که ایران در مرحلهٔ یک چهارم نهایی مقابل چین قرار گیرد. ایران در این بازی، چین را با نتیجهٔ ۳–۰ شکست داد.
در صدمین بازی کی‌روش به‌عنوان سرمربی ایران، در بازی نیمه‌نهایی مقابل ژاپن، شاگردان کی‌روش، نخستین گل‌های خود را در این مسابقات دریافت کرده و با نتیجهٔ ۳–۰ شکست خوردند. او پس از پایان این بازی، تیم ملی ایران را ترک کرد.
کادر فنی
| مربی             | ملیت                         | مسئولیت              | زمان      |
| ---------------- | ---------------------------- | -------------------- | --------- |
| دن گاسپار        | پرتغال · ایالات متحده آمریکا | دستیار/دروازه‌بان‌ها   | ۱۳۹۰–۱۳۹۶ |
| آنتونیو سیموئز   | پرتغال                       | دستیار اول           | ۱۳۹۲–۱۳۹۰ |
| نلو وینگادا      | پرتغال                       | دستیار اول           | ۱۳۹۲      |
| اوسیانو دا کروز  | پرتغال                       | دستیار اول           | ۱۳۹۳–۱۳۹۷ |
| امید نمازی       | ایران · ایالات متحده آمریکا  | دستیار               | ۱۳۹۲–۱۳۹۰ |
| مارکار آقاجانیان | ایران                        | دستیار/آنالیز        | ۱۳۹۷–۱۳۹۰ |
| مجید صالح        | ایران                        | دستیار               | ۱۳۹۳      |
| علی کریمی        | ایران                        | دستیار               | ۱۳۹۳      |
| میک مک‌درموت      | ایرلند شمالی                 | بدنسازی              | ۱۳۹۱–۱۳۹۰ |
| بارت کاوبرگ      | بلژیک                        | بدنسازی              | ۱۳۹۱      |
| میکو کوجالا      | فنلاند                       | بدنسازی              | ۱۳۹۱–؟    |
| برونو ماسیاتی    | برزیل                        | آنالیز عملکرد فیزیکی | ۱۳۹۳      |
| لوسیانو          | برزیل                        | بدنسازی و فیزیوتراپی | ۱۳۹۳      |
| دیه‌گو جیاچینو    | آرژانتین                     | تجزیه و تحلیل بدنی   | ۱۳۹۳–؟    |
| مهدی صفایی       | ایران                        | رفلکس بدنی           | ۱۳۹۲      |
| جواد نکونام      | ایران                        | دستیار               | ۱۳۹۵      |
| میگوئل سارایوا   | پرتغال                       | آنالیز               | ۱۳۹۶      |

چندین نفر از دستیاران کی‌روش، تیم را در میانهٔ راه رها کردند. آنتونیو سیموئز که دستیار اول کی‌روش بود، در اواخر سال ۱۳۹۲ به‌دلایل شخصی از تیم رفت و چند هفته بعد امید نمازی نیز بدون هماهنگی، تیم را به‌دلایل غیرفنی ترک کرد که با انتقاد کی‌روش مواجه شد. دو دستیار ایرانی دیگر کی‌روش، مجید صالح و علی کریمی نیز هر دو پس از مدت کوتاهی از آغاز همکاری، از تیم جدا شدند که با حاشیه‌هایی همراه بود.
انتقادها
انتقادهای فنی از کی‌روش از همان بازی دوستانهٔ نخست با ماداگاسکار آغاز شد، با این‌حال شدت انتقادهای فنی از او در گذر زمان شدت و ضعف‌هایی داشته است. پس از جام ملت‌های آسیا ۲۰۱۵، کی‌روش به خاطر «نتیجه‌گرایی»، «محافظه‌کاری»، «نداشتن تاکتیک جایگزین»، «گلزنی از ضربات ایستگاهی»، «زیبا بازی نکردن» و «دفاعی بازی کردن» تیم ایران مورد انتقاد قرار گرفت. با این حال کارشناسان دیگری، از روش بازی کردن تیم کی‌روش دفاع کرده و موارد انتقاد را نقاط قوت و حرفه‌ای می‌دانند. کی‌روش در پاسخ گفته است که تیم او با روشی که «توانایی آن را داشته‌باشد» بازی می‌کند.
مسئلهٔ داشتن دستیار ایرانی، همواره یکی از خواسته‌های فدراسیون فوتبال ایران از کی‌روش بوده است که در مفاد قرارداد دوم نیز گنجانده شد. با این وجود منتقدان او به این نکته اشاره می‌کنند که او به مربیان ایرانی اعتقادی ندارد و برخی از مربیانی که در کادر فنی خود استفاده کرده، مناسب نبوده‌اند یا حضورشان لازم نبوده است. برخی از منتقدان، دستمزد و مبالغ پاداش او را بسیار بالا می‌دانند. یکی دیگر از موارد انتقاد، دخالت او در مسائلی است که مدیریتی محسوب می‌شوند و در چارچوب وظایف فدراسیون هستند. گفته می‌شود که کی‌روش در موارد متعددی مانند نحوهٔ برگزاری لیگ برتر فوتبال ایران، انتخاب سرپرست تیم ملی و برگزاری اردوهای آماده‌سازی دخالت کرده است و این مسئله، اقتدار فدراسیون را زیر سؤال می‌برد. یکی از اختلافات دیگر فدراسیون با کی‌روش، نحوهٔ نظارت او بر تیم‌های ملی پایه مانند تیم امید است که یکی از مفاد قرارداد است و گفته می‌شود او این وظایف خود را به‌خوبی انجام نمی‌دهد. مرخصی‌های زیاد و طولانی‌مدت او نیز از موضوعات مورد انتقاد است. وی که هشت سال هدایت تیم ایران را بر عهده داشت پس از شکست در مرحلهٔ نیمه‌نهایی جام ملت‌های آسیا ۲۰۱۹ برابر ژاپن و نرسیدن به فینال، در نشست خبری پس از بازی، خبر جدایی‌اش را اعلام کرد.

### تیم ملی کلمبیا
در ۷ فوریهٔ سال ۲۰۱۹ کی‌روش با قراردادی سه ساله سرمربی جدید تیم ملی فوتبال کلمبیا شد. او تنها مربی اروپایی-آفریقایی تیم‌های ملی آمریکای جنوبی و چهارمین سرمربی اروپایی بود که پس از فریدریش دونفلد، زلاتکو وسلینوویچ و بلاگویه ویدینیچ سرمربی تیم ملی فوتبال کلمبیا شد. حضور او در کلمبیا با کوپا آمریکا ۲۰۱۹ آغاز شد. کلمبیا با مربی‌گری او با ۹ امتیاز و با کسب نتایج عالی، از جمله پیروزی ۲–۰ مقابل آرژانتین، مقام اول را به خود اختصاص داد. با این‌حال، کلمبیا در یک‌هشتم نهایی توسط شیلی و در ضربات پنالتی، حذف شد. کلمبیا مسابقات مقدماتی جام جهانی ۲۰۲۲ را با شکست دادن ونزوئلا و توقف شیلی آغاز کرد. با این‌حال، زمانی که مسابقات پس از دنیاگیری کووید-۱۹ از سر گرفته شد، عملکرد کلمبیا به طرز فاجعه‌باری افت کرد. کلمبیا در خانهٔ خود با نتیجهٔ ۰–۳ در مقابل اروگوئه شکست خورد. (بدترین باخت خانگی کلمبیا در ۸۲ سال گذشته) کلمبیا همچنین با نتیجهٔ سنگین ۱–۶ مغلوب تیم ملی اکوادور شد.
سرانجام او در تاریخ ۲ دسامبر ۲۰۲۰ در پی کسب نتایج ضعیف در مسابقات انتخابی جام جهانی، طی توافقی دوطرفه از تیم ملی کلمبیا جدا شد.

### تیم ملی مصر
کی‌روش پس از حدود ۹ ماه دوری از فوتبال و رد پیشنهاد اتحادیه فوتبال عراق مبنی بر هدایت تیم ملی عراق، نهایتاً با اتحادیه فوتبال مصر به توافق رسید و در تاریخ ۱۶ سپتامبر ۲۰۲۱ رسماً هدایت تیم ملی فوتبال مصر را به عهده گرفت. کی‌روش جایگزین حسام البدری سرمربی پیشین این تیم شد.

#### جام ملت‌های آفریقا ۲۰۲۱
در ابتدای این مسابقات، تیم ملی مصر در دور اول بازی‌ها در گروه دی جام ملت‌های آفریقا مقابل نیجریه شکست خورد. مصر سپس با گل محمد صلاح، تیم گینه بیسائو و در بازی بعد، سودان را شکست داد. در این دور، مصر با ۶ امتیاز، به مرحلهٔ یک‌هشتم نهایی راه یافت. تیم ملی مصر در مرحلهٔ یک‌هشتم نهایی، پس از پیروزی ۵–۴ مقابل ساحل عاج در ضربات پنالتی، راهی مرحله یک چهارم نهایی شد. در بازی یک چهارم نهایی، مصر با نتیجهٔ ۲–۱ مقابل مراکش پیروز شد. در بازی نیمه‌نهایی، مصر با پیروزی بر کامرون، تیم میزبان مسابقات، در ضربات پنالتی، جواز صعود به فینال را به‌دست‌آورد. با این پیروزی، کی‌روش برای نخستین بار توانست یک تیم ملی را به دیدار فینال یک تورنمنت فوتبال برساند. با این وجود، مصر پس از کسب تساوی در دیدار پایانی، در ضربات پنالتی مغلوب سنگال شد.

#### مقدماتی جام جهانی ۲۰۲۲ قطر
تیم ملی مصر به دور سوم مقدماتی جام جهانی قارهٔ آفریقا راه یافته بود تا برای کسب جواز حضور در جام جهانی ۲۰۲۲ به مصاف سنگال برود. مصر پس از پیروزی ۱–۰ در قاهره، و باخت ۱–۰ در داکار، دوباره در ضربات پنالتی مقابل سنگال شکست خورد و از راه‌یابی به مسابقات جام جهانی ۲۰۲۲ بازماند.
جام جهانی ۲۰۲۲ قطر
وی بعد از اخراج دراگان اسکوچیچ از هدایت تیم ملی فوتبال ایران، برای دومین بار هدایت تیم ملی فوتبال ایران را برعهده گرفت ایران در جام جهانی۲۰۲۲ در بازی اول با نتیجه ۶ بر ۲ تحقیر شد و به انگلیس باخت، باخت ایران به انگلیس سنگین‌ترین شکست تاریخ فوتبال ایران در تاریخ جام جهانی بود ایران در بازی دوم با گلهای دقیقه ۹۹ روزبه چشمی و دقیقه ۱۰۳ رامین رضاییان دو بر صفر تیم ملی فوتبال ولز را شکست داد روزبه چشمی در این بازی بهترین بازیکن زمین انتخاب شد ایران در بازی سوم یک بر صفر از تیم ملی فوتبال آمریکا شکست خورد ایران با ۳ امتیاز و تفاضل منفی ۳ در رده سوم قرارگرفت و از گردونه رقابت‌ها حذف شد ایران در رده‌بندی نهایی جام جهانی در رده ۲۴ جام جهانی از بین ۳۲ تیم قرارگرفت. کی روش با تیم ملی ایران در سه جام جهانی متوالی شرکت کرده است و از این حیث رکورد دار است همچنین پیشتر با آفریقای جنوبی به جام جهانی ۲۰۰۲ و پرتغال به جام جهانی ۲۰۱۰ صعود کرده بود
وی سه شنبه ۳۱ ژانویه ۲۰۲۳ با انتشار پستی در صفحه اینستاگرامش از تیم ملی فوتبال ایران خداحافظی کرد.

### تیم ملی فوتبال قطر
این مربی پرتغالی روز دوشنبه ۶ فوریه ۲۰۲۳ رسماً به عنوان سرمربی تیم ملی فوتبال قطر انتخاب شد. کیروش در فاصله یک ماه مانده به شروع جام ملت‌های آسیا ۲۰۲۳ به دلیل نارضایتی بازیکنان از همکاری با کی‌روش و همچنین مسائل مربوط به آکادمی اسپایر و امکانات پزشکی که سرمربی پرتغالی به صورت اختصاصی برای تیم ملی قطر در نظر گرفته بود، از دلایل تصمیم فدراسیون فوتبال قطر برای اخراج کی‌روش از سمت خود هستند.

## آمار سرمربی‌گری
تا تاریخ بازی انجام شده در ۲۰ اکتبر ۲۰۲۳
| تیم            | از             | تا             | نتایج      | نتایج | نتایج | نتایج | نتایج    |
| تیم            | از             | تا             | تعداد بازی | برد   | مساوی | باخت  | پیروزی % |
| -------------- | -------------- | -------------- | ---------- | ----- | ----- | ----- | -------- |
| پرتغال         | ۴ سپتامبر ۱۹۹۱ | ۱۷ نوامبر ۱۹۹۳ | ۲۳         | ۱۰    | ۸     | ۵     | ۰۴۳      |
| اسپورتینگ      | ۱ ژوئن ۱۹۹۴    | ۱ ژوئن ۱۹۹۶    | ۶۸         | ۴۵    | ۱۷    | ۶     | ۰۶۶      |
| مترواستارز     | ۱۸ ژوئیه ۱۹۹۶  | ۱۹ نوامبر ۱۹۹۶ | ۲۴         | ۱۲    | ۰     | ۱۲    | ۰۵۰      |
| ناگویا گرامپوس | ۲۱ نوامبر ۱۹۹۶ | ۲۱ نوامبر ۱۹۹۷ | ۳۸         | ۱۹    | ۰     | ۱۹    | ۰۵۰      |
| امارات         | ۱۹ ژانویه ۱۹۹۸ | ۱۸ ژانویه ۱۹۹۹ | ۱۶         | ۸     | ۲     | ۶     | ۰۵۰      |
| آفریقای جنوبی  | ۷ اکتبر ۲۰۰۰   | ۳۰ مارس ۲۰۰۲   | ۲۴         | ۱۰    | ۸     | ۶     | ۰۴۲      |
| رئال مادرید    | ۲۵ ژوئن ۲۰۰۳   | ۳۱ مه ۲۰۰۴     | ۵۹         | ۳۴    | ۱۱    | ۱۴    | ۰۵۸      |
| پرتغال         | ۱۱ ژوئیه ۲۰۰۸  | ۹ سپتامبر ۲۰۱۰ | ۲۷         | ۱۵    | ۹     | ۳     | ۰۵۶      |
| ایران          | ۴ آوریل ۲۰۱۱   | ۲۸ ژانویه ۲۰۱۹ | ۱۰۰        | ۶۰    | ۲۷    | ۱۳    | ۰۶۰      |
| کلمبیا         | ۷ فوریه ۲۰۱۹   | ۱ دسامبر ۲۰۲۰  | ۱۸         | ۹     | ۵     | ۴     | ۰۵۰      |
| مصر            | ۸ سپتامبر ۲۰۲۱ | ۱۰ آوریل ۲۰۲۲  | ۲۰         | ۱۱    | ۶     | ۳     | ۰۵۵      |
| ایران          | ۷ سپتامبر ۲۰۲۲ | ۳۰ نوامبر ۲۰۲۲ | ۶          | ۳     | ۱     | ۲     | ۰۵۰      |
| قطر            | ۶ فوریه ۲۰۲۳   | ۵ دسامبر ۲۰۲۳  | ۱۱         | ۴     | ۳     | ۴     | ۰۳۶      |
| عمان           | ۱۵ ژوئیه ۲۰۲۵  | تا کنون        | ۰          | ۰     | ۰     | ۰     | —        |
| مجموع          | مجموع          | مجموع          | ۴۳۷        | ۲۴۴   | ۹۷    | ۹۶    | ۰۵۶      |

## تألیفات، تدریس و دیگر موارد
کی‌روش کتابی به‌نام سازماندهی ساختاری فعالیت‌های فوتبال نوشته است که در مورد راه‌کارهای بازسازی فوتبال در کشور پرتغال است. او همچنین مجموعه فیلم آموزشی آموزش فوتبال با کی‌روش را تهیه کرده است.
کی‌روش در سال ۱۹۹۸ با همکاری دن گاسپار، «کیو ریپورت» را تألیف کرد که برنامه‌ای راهبردی و پژوهش‌محور برای پیشرفت فوتبال در آمریکا بود.
وی از سال ۱۹۸۹ تا ۱۹۹۲، مشاور فنی فدراسیون جهانی فوتبال بود. در سال ۱۹۸۹ مدرس دوره‌های مربیگری یوفا شد و دو دوره در سال‌های ۱۹۹۱ و ۱۹۹۲ در کلاس‌های مربیگری فیفا تدریس کرد، که محل کلاس سال اول در مصر و سال دوم در عربستان سعودی بود. کی‌روش در دانشگاه نیز تدریس کرده است و استاد راهنمای ژوزه مورینیو بوده است.
او در سال ۱۹۹۷ به‌عنوان مربی تیم منتخب جی‌لیگ در دیدار با منتخب جهان انتخاب شد. در سال ۲۰۰۰ نیز در دو بازی، مربی تیم فوتبال منتخب جهان بود که در بازی اول برابر بوسنی و هرزگوین و در بازی دوم برابر فرانسه به ترتیب مشترکاً با کارلوس آلبرتو پریرا و ژوزف ونگلوش عهده‌دار مربیگری بود.

## افتخارات و دستاوردها

### دستیار مربی‌گری
منچستر یونایتد
لیگ برتر انگلیس: (۲۰۰۲_۲۰۰۳) (۲۰۰۶_۲۰۰۷))، (۲۰۰۷_۲۰۰۸)
جام حذفی انگلیس:۲۰۰۷
لیگ قهرمانان اروپا:۲۰۰۸
سرمربی گری
تیم‌های ملی پایه پرتغال
- جام جهانی فوتبال جوانان
  - قهرمان: ۱۹۸۹، قهرمان:۱۹۹۱
- مسابقات فوتبال زیر ۱۶ سال اروپا
  - قهرمان:۱۹۸۹
- جام جهانی فوتبال زیر ۱۷ سال
  - برنزه:۱۹۸۹

اسپورتینگ لیسبون
- لیگ برتر فوتبال پرتغال
  - نایب‌قهرمان: ۱۹۹۵–۱۹۹۴
- جام حذفی فوتبال پرتغال:
  - قهرمان:۱۹۹۵–۱۹۹۴
- سوپر کاپ فوتبال پرتغال:
  - قهرمان:۱۹۹۵

ناگویا گرامپوس
- جی‌لیگ (ژاپن)
  - نایب‌قهرمان: ۱۹۹۶
- جام در جام آسیا
  - نایب‌قهرمان: ۱۹۹۷–۱۹۹۶
- جام سونتوری:
  - قهرمان: ۱۹۹۶
- جام بانک سانوا:
  - قهرمان: ۱۹۹۷

رئال مادرید
- سوپر کاپ فوتبال اسپانیا
  - قهرمان: ۲۰۰۳

تیم ملی فوتبال ایران
- جام جهانی فوتبال
  - صعود به جام جهانی ۲۰۱۴ به عنوان تیم نخست گروه
  - صعود به جام جهانی ۲۰۱۸ به عنوان تیم نخست گروه
  - حضور در جام جهانی ۲۰۲۲ با دو شکست و یک پیروزی
- جام ملت‌های آسیا
  - کسب مقام سوم: ۲۰۱۹
  - پنج سال متوالی به عنوان بهترین تیم آسیا در رده‌بندی فیفا

تیم ملی فوتبال آفریقای جنوبی
- صعود به جام جهانی فوتبال ۲۰۰۲

تیم ملی فوتبال مصر
- جام ملت‌های آفریقا
  - نایب قهرمان: ۲۰۲۱
- فیفا عرب کاپ
  - مقام چهارم: ۲۰۲۱
- دومین سرمربی برتر سال ۲۰۲۱ آفریقا

## توضیحات
1. ↑  نام کی‌روش در منابع فارسی به صورت‌های دیگر مانند کوئیروز، کیروز، کروش یا کرش هم نوشته شده؛ به عنوان مثال، فدراسیون فوتبال ایران در
 یک متن خبری بایگانی‌شده  در ۱۵ آوریل ۲۰۱۲ توسط Wayback Machine، هم از کیروش و هم از کروش استفاده کرده است. هم‌چنین ایسنا، خبرگزاری دانشجویان ایران، هم از کیروش[پیوند مرده]، هم از کرش بایگانی‌شده  در ۸ فوریه ۲۰۱۱ توسط Wayback Machine، و هم از کوئیروش[پیوند مرده] برای نام این مربی استفاده کرده است. با این حال، خود این مربی در مصاحبه‌ای که توسط چند خبرگزاری ایرانی منتشر شده، تلفظ نامش را «کِی-رُش» گفته است (پیوند پایدار)
2. ↑  دانشگاه صنعتی لیسبون یا دانشگاه فنی لیسبون (Technical University of Lisbon) در سال ۲۰۱۳ با دانشگاه لیسبون (University of Lisbon) ادغام شد.
3. ↑  ‘The Portuguese national team needs to remove all the shit from the Portuguese federation. ’
4. ↑  مطابق قانون وقت ام‌ال‌اس، تمام بازی‌ها باید برنده می‌داشتند و در صورتی که بازی در وقت معمول مساوی می‌شد، ضربات پنالتی تیم برنده را تعیین می‌کرد.
5. ↑  مطابق قانون وقت ام‌ال‌اس که با شرکت ۱۰ تیم برگزار می‌شد، پس از پایان مسابقات دوره‌ای، ۴ تیم برتر از ۵ تیم هر کنفرانس در جدول رده‌بندی آن به دور حذفی آن کنفرانس راه می‌یافتند. تیمی که از ۳ بازی، ۲ بازی را می‌برد به مرحله بالاتر می‌رفت و مسابقه فینال میان برنده کنفرانس شرق و غرب برگزار می‌شد.
6. ↑  در سال ۲۰۰۰، هر یک دلار آمریکا برابر ۶٫۹۴۶۸ رند آفریقای جنوبی بود.
7. ↑  Structural Organisation Of Soccer Activities
8. ↑  Learning Soccer With Queiroz
9. ↑  Q-Report